# Pristimantis lacrimosus
Espèce
Synonymes
- Cyclocephalus lacrimosus Jiménez de la Espada, 1875
- Eleutherodactylus lacrimosus (Jimenez de la Espada, 1875)

Statut de conservation UICN

 LC  : Préoccupation mineure
Pristimantis lacrimosus est une espèce d'amphibiens de la famille des Craugastoridae.

## Répartition
Cette espèce se rencontre entre 100 et 900 m d'altitude dans le haut bassin de l'Amazone, :
- dans l'ouest de l'État d'Acre au Brésil ;
- dans l'est de l'Équateur ;
- dans l'est du Pérou ;
- dans le sud-est de la Colombie.

## Publication originale
- Jiménez de la Espada, 1875 : Vertebrados del viaje al Pacifico : verificado de 1862 a 1865 por una comisión de naturalistas enviada por el Gobierno Español : batracios, p. 1-208 (texte intégral).